# Козарська Дача (пам'ятка природи)
Коза́рська Да́ча — ботанічна пам'ятка природи місцевого значення в Україні. Розташована в межах Носівського району Чернігівської області, неподалік від південно-західної околиці села Козари. 
Площа 3 га. Статус присвоєно згідно з рішенням Чернігівського облвиконкому від 10.06.1972 року № 303; від 27.12.1984 року № 454; від 28.08.1989 року № 164. Перебуває у віданні ДП «Ніжинське лісове господарство» (Іржавецьке л-во, кв. 59). 
Статус присвоєно для збереження частини лісового масиву з високопродуктивними насадженнями сосни.